# Технички факултет Универзитета у Новом Саду
Технички факултет „Михајло Пупин” је високообразовна установа Универзитета у Новом Саду. Основан је 1974. у Зрењанину као Педагошко-технички факултет а од 1986. носи садашњи назив. Актуелни декан је Милан Николић.

## Студије
На факултету се реализују основне студије, мастер студије и докторске студије.
Основне академске студије
- Информационе технологије
- Информационе технологије - софтверско инжењерство
- Инжењерски менаџмент
- Инжењерство заштите животне средине
- Машинско инжењерство
- Индустријско инжењерство у експлоатацији нафте и гаса
- Одевнo инжењерство

Мастер академске студије
- Информационе технологије
- Информатика техника и технологија у образовању
- Инжењерски менаџмент
- Машинско инжењерство
- Одевно инжењерство

Докторске академске студије
- Инжењерски менаџмент
- Информационе технологије

## Руководство установе
- Декан - проф. др Милан Николић
- Продекан за науку - доц. др Весна Макитан
- Продекан за наставу - проф. др Сања Станисављев
- Продекан за финансије - проф. др Богдана Вујић

## Катедре
На факултету постоје катедре за:
- Информационе технологије
- Машинско инжењерство
- Основне и примењене науке
- Инжењерство заштите животне средине
- Менаџмент
- Индустријско инжењерство у експлоатацији нафте и гаса